# Château d'Usier
Le château d'Usier est un ancien château fort, du XIe siècle, dont les ruines se dressent sur la commune de Sombacour dans le département du Doubs, en région Bourgogne-Franche-Comté.

## Situation
Les vestiges du château sont situés dans le département français du Doubs sur la commune de Sombacour. 

## Histoire
Le château est fondé au XIe par les seigneurs de Joux. Il est pris et détruit en 1475 par les Confédérés Suisses, lors des Guerres de Bourgogne. Occupant une position des plus stratégiques, il fut totalement restauré. Durant la Guerre de Dix ans, en 1639, il fut le témoin d'un grand combat opposant les troupes comtoises aux Suédois de Weymar. Les Suédois victorieux, emportèrent la forteresse après maintes salves de canon. Ce château aurait été définitivement détruit par Louis XIV, en 1668.

## Description
Il ne subsiste que quelques vestiges de cette place forte. Seul le fossé annulaire qui protégeait les abords du château est parfaitement discernable : les soubassements de la courtine qui le dominait sont visibles. Le soubassement gauche de la porte charretière, munie de sa crapaudine a été dégagée il y a quelques années lors de l'élargissement d'un chemin d'accès à la plateforme du site castral. L'intérieur des basse et haute-cours sont en ruines.